# Hindi fidżyjskie
Hindi fidżyjskie (hif. Fiji Hindī) – język pochodzenia indoaryjskiego używany na wyspach Fidżi przez ok. 380 tys. Hindofidżyjczyków, potomków przymusowych robotników zesłanych na przełomie XIX i XX w. na archipelag z północnoindyjskich stanów Uttar Pradesh i Bihar.
Hindi fidżyjskie wywodzi się głównie z języka bhodźpuri oraz dialektu hindi zwanego awadhi, ale zawiera również słowa o podłożu drawidyjskim, zaczerpnięte m.in. z tamilskiego, telugu i malajalam. Język ten obfituje również w pożyczki z angielskiego i fidżyjskiego. Relacje pomiędzy hindi fidżyjskim a standardowym hindi są mniej więcej takie jak między afrikaans a niderlandzkim. Wiele słów właściwych jedynie hindi fidżyjskiemu powstało zaraz po przybyciu osadników na wyspy dla wyrażenia nowych pojęć. Pierwsze pokolenie użytkowników fidżyjskiego hindi nazywało ten dialekt Fiji Baat (dosł. „mowa z Fidżi”). Większość ludności fidżyjskiej pochodzenia indyjskiego używa hindi fidżyjskiego również jako języka domowego, niezależnie od tego, jaki był język przodków. Znane osoby pochodzące z rodzin fidżyjskich Hindusów to m.in. piosenkarka Tanita Tikaram i gubernator Nowej Zelandii Anand Satyanand.

## Fonetyka
Fonetyka fidżyjskiego hindi nie odbiega od pierwotnego zasobu dźwięków w językach indyjskich. Wykazuje typowe cechy dialektów bihari i wschodniego hindi, np. zastąpienie ś przez s, oraz w przez b.

## Gramatyka
W zakresie gramatyki występują pewne różnice w stosunku do standardowego hindi. Hindi fidżyjskie jest bowiem oparte na językach/dialektach wschodnich (awadhi, magadhi, bhodźpuri, ćhattisgarhi).

## Słownictwo
Zasób leksykalny znacząco wzbogacają liczne zapożyczenia zarówno z innych języków/dialektów indyjskich, jak i z języka fidżyjskiego (głównie nazwy roślin, ryb itp. nie występujących w Indiach) oraz angielskiego.
Przykłady słów nie występujących w standardowym hindi:
- bagaas – pozostałość cukru trzcinowego (z angielskiego < z francuskiego bagasse)
- bakadua – wszystko naraz (z fidżyjskiego vakadua)
- bakalolo – deser z kremu kokosowego (z fidżyjskiego vakalolo)
- bakerra – krab (z fidżyjskiego)
- balambala – gatunek paproci drzewiastej Cyathea lunulata (z fidżyjskiego balabala)
- bareed – chleb (z angielskiego bread)
- barrka – starszy (z bhodźpuri)
- bawal – problem
- bukete – w ciąży (z fidżyjskiego)
- bele – odmiana manioku Abelmoschus manihot (z fidżyjskiego bele)
- belfut – owoc drzewa chlebowego Artocarpus altilis (z angielskiego breadfruit)
- bihaan – jutro (z awadhi/bhodźpuri)
- bimba karo – kłócić się (z fidżyjskiego veiba)
- biiloo – naczynie ze skorupy orzecha kokosowego (z fidżyjskiego bilo)
- chaur – gotowany ryż (z awadhi/bhodźpuri)
- daruukaa – odmiana trzciny cukrowej Saccharum edule (z fidżyjskiego daruka)
- faalaa – facet (z angielskiego fellow)
- maiyaa – matka (z awadhi/bhodźpuri)
- mandaraaji – Hindus z południa Indii (z awadhi/bhodźpuri madraasi – człowiek z Madrasu)
- matua – dojrzały (z angielskiego mature)
- nangona – napój kava (z fidżyjskiego yaqona)
- paraakaa – sztuczne ognie (z angielskiego cracker)

Liczebniki
Pierwotny system liczebnikowy uległ znacznemu uproszczeniu. Zamiast dość nieregularnych form typu ikkis (21) używanych w standardowym hindi (zbitka ek (jeden) i bis), na Fidżi stosuje się formy typu bis aur ek (dwadzieścia i jeden)
Przykłady:
| Liczebnik | Liczebnik w standardowym hindi w piśmie dewanagari | Liczebnik w standardowym hindi w transkrypcji łacińskiej (według fidżyjskiej ortografii w alfabecie łacińskim) | Liczebnik używany na Fidżi według fidżyjskiej ortografii w alfabecie łacińskim |
| --------- | -------------------------------------------------- | --- | ------------------------------------------------------------------------------ |
| 21        | इक्कीस                                               | ikkiis | bis aur ek                                                                     |
| 22        | बाईस                                                | baaiis | bis aur dui                                                                    |
| 23        | तेईस                                                | teiis | bis aur teen                                                                   |
| 31        | इकत्तीस                                              | iktiis | tiis aur ek                                                                    |
| 32        | बत्तीस                                               | battiis | tiis aur dui                                                                   |
| 33        | तैंतीस                                                | taintiis | tiis aur teen                                                                  |
| 41        | इकतालीस                                              | iktaalis | chaalis aur ek                                                                 |
| 42        | बयालीस                                               | bayaalis | chaalis aur dui                                                                |
| 43        | तैंतालीस                                               | taintaalis | chaalis aur teen                                                               |

Poza tym na Fidżi nie stosuje się też typowych dla Indii liczebników lakh (100 000) i karor (10 mln).

## Status prawny
Jednym z urzędowych języków na Fidżi, obok fidżyjskiego i angielskiego jest język hindustani (nazwa obejmująca łącznie hindi i urdu), i jest to forma stosowana w szkolnictwie. Natomiast właściwe hindi fidżyjskie służy głównie jako codzienny język mówiony, choć istnieje również literatura w tym języku.